# Grammothelopsis
Grammothelopsis — рід грибів родини Polyporaceae. Назва вперше опублікована 1982 року.